# Micropterus floridanus
Micropterus floridanus är en fiskart som först beskrevs av Charles Alexandre Lesueur 1822.  Micropterus floridanus ingår i släktet Micropterus och familjen Centrarchidae. Inga underarter finns listade i Catalogue of Life.